# Gádor
Gádor er en by og kommune i det sydøstlige Spanien i provinsen Almería. Den har et indbyggertal på 3.067 (2024) indbyggere.